# Ambrosio de Lombez

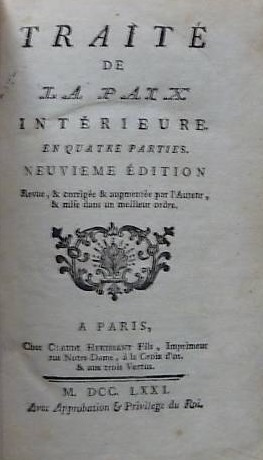
Frontispicio del Tratado de la paz interior.

Ambrosio de Lombez (Lombez, 1708-1778) fue un capuchino francés, confesor de la reina María Leszczynska y maestro de espiritualidad.

## Biografía
Nació en Lombez (Gers), al sur de Francia, el año 1708, de una familia perteneciente a la nobleza de Armagnac. Comenzó su formación clásica en Gimont, y luego estudió teología en Auch, donde destacó por su aplicación y talento. A los 16 años ingresó en los capuchinos y cambió el nombre de pila, Jean de Lapeyrie, por el de Ambrosio de Lombez.
Apenas ordenado de sacerdote, los superiores lo nombraron director del centro de estudios teológicos de Saint-Sever. Su gran inteligencia, su feliz memoria y su vasta erudición se reflejan en sus obras. Al mismo tiempo, el ministerio del confesonario puso de manifiesto su admirable talento en la dirección de almas.
Superada una grave crisis de salud, lo destinaron al santuario de Notre-Dame de Médoux, cerca de Bagnères-de-Bigorre, a cuyo servicio dedicó sus últimos quince años. La Orden le confió cargos de responsabilidad como: maestro de novicios, definidor provincial, guardián de Auch, visitador y renovador de la Provincia de París, en la que su bondad y su celo restablecieron la paz y el espíritu religioso.
En 1769 intervino con vigor y prudencia en círculos gubernamentales de París para defender a los religiosos, ya amenazados de supresión. Murió el 25 de octubre de 1778 en Luz-Saint-Sauveur (Altos Pirineos), cuando buscaba alivio para su maltrecha salud en las aguas termales.

## Pensamiento
El P. Ambrosio de Lombez, que había experimentado en sí mismo y en las almas que dirigía los caminos de la vida mística, hace girar toda su doctrina espiritual en torno a la paz interior, que se identifica con el Reino de Dios en las personas.
Como director espiritual había encontrado muchas almas timoratas, escrupulosas y llenas de un temor paralizante, y para ellas, en particular, escribió el Tratado de la paz interior (1757), varias veces reeditado y traducido a muchas lenguas. En él canta las excelencias de la paz, expone los obstáculos que impiden su adquisición y los medios para superarlos. La paz interior, dice, hace estable en nosotros el Reino de Dios, nos dispone a las comunicaciones divinas y nos permite discernir las mociones del Señor, es un gran auxilio contra las tentaciones y nos ayuda a conocernos, conserva en nosotros la simplicidad y nos facilita el recogimiento. También escribió: Cartas sobre la paz interior (1766), y el Tratado de la alegría del alma (1779), donde afirma que la alegría es fuente de la paz interior; poseer aquella es camino para llegar a esta, y viceversa.

## Obras
- Esquisse historique sur les Vertus (no publicado)
- Journal Intime (no publicado)
- Discours sur l'Etat religieux (perdido)
- Traité de la joie de l'âme chrétienne . P. P.G. Simon 1779.
- Traité de la paix intérieure Rouen, J.Racine, 1787, réédité au XIX° siècle.
- La Joie intérieure
- Lettres spirituelles sur la paix intérieure et autres sujets de piété
- Trois méditations sur le Salve Regina
- Exhortation sur le renouvellement des Voeux
- Lettre à une Dame protestante sur l'autorité de l'Eglise Romaine
- Réflexions sur l'irréligion du temps
- Recueil de Prières